# Kiri Mariner
Pas d'image ? Cliquez ici

a Compétitions nationales et continentales officielles uniquement.

b Matchs officiels uniquement.
Dernière mise à jour le 24 août 2018.
Kiri Mariner, né le 28 août 1984, est un joueur de rugby à XV et à sept samoan. Il joue avec l'équipe des Samoa et évolue aux postes de centre ou ailier (1,82 m pour 95 kg).

## Carrière

### En club
- Moata'a
- Lalomalava
- 2006 - 2009 : RC Toulon
- 2009 - 2010 : Marseille Vitrolles rugby
- 2010 - 2017 : Union sportive montalbanaise
- 2020 -  : CA Castelsarrasin

### En équipe nationale
Il a honoré son unique cape internationale en équipe des Samoa le 3 décembre 2005 contre l'équipe d'Argentine.

## Palmarès

### En club
- Champion de France de Pro D2 : 2008

### En équipe nationale
- 1 sélection en équipe des Samoa en 2005

- Participation aux World Rugby Sevens Series avec l'équipe des Samoa de rugby à sept en entre 2003 et 2005.